# Neta L
Neta L – elektryczny i hybrydowy samochód osobowy typu SUV klasy średniej produkowany pod chińską marką Neta od 2024 roku.

## Historia i opis modelu

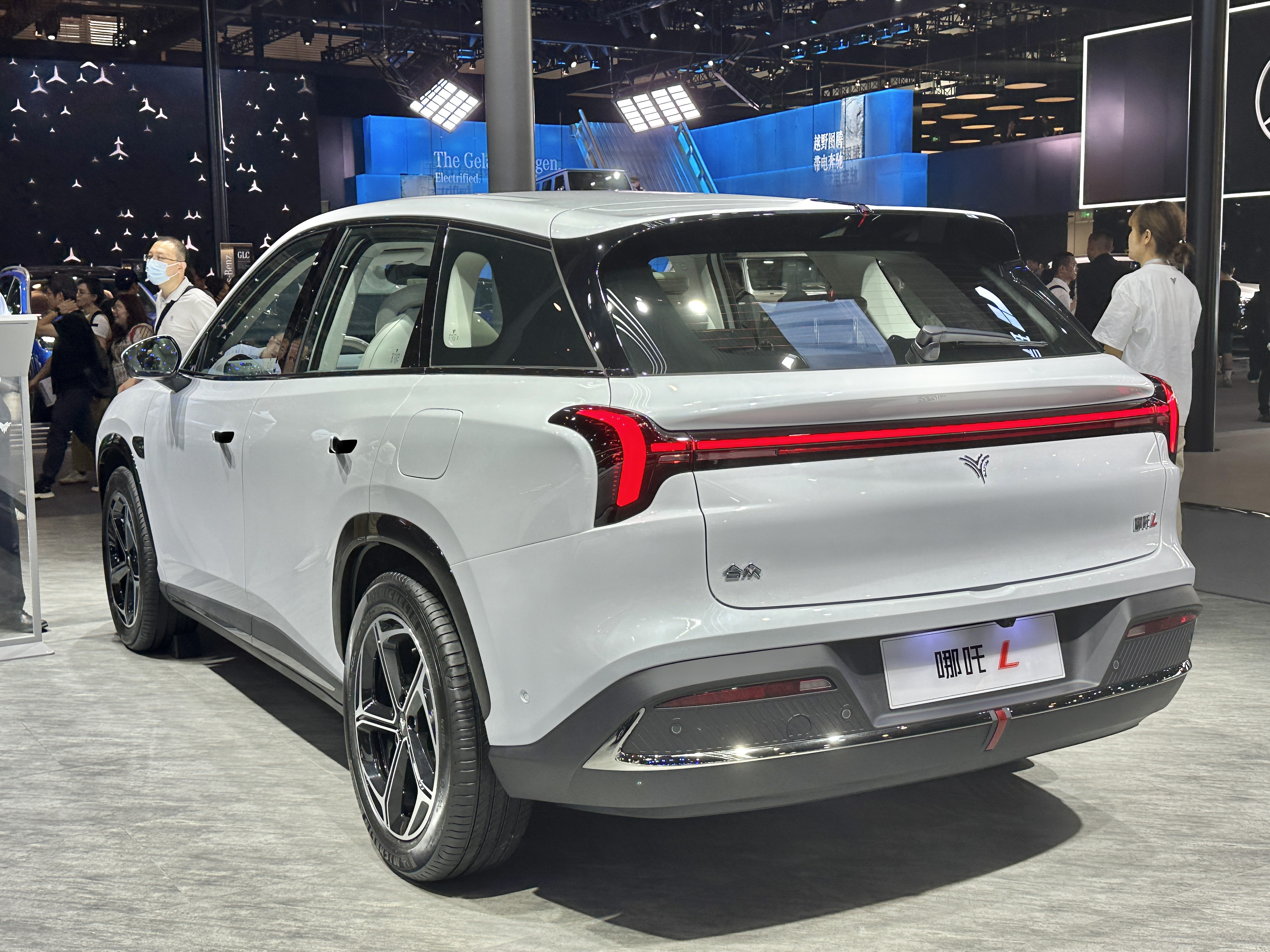
Neta L - tył

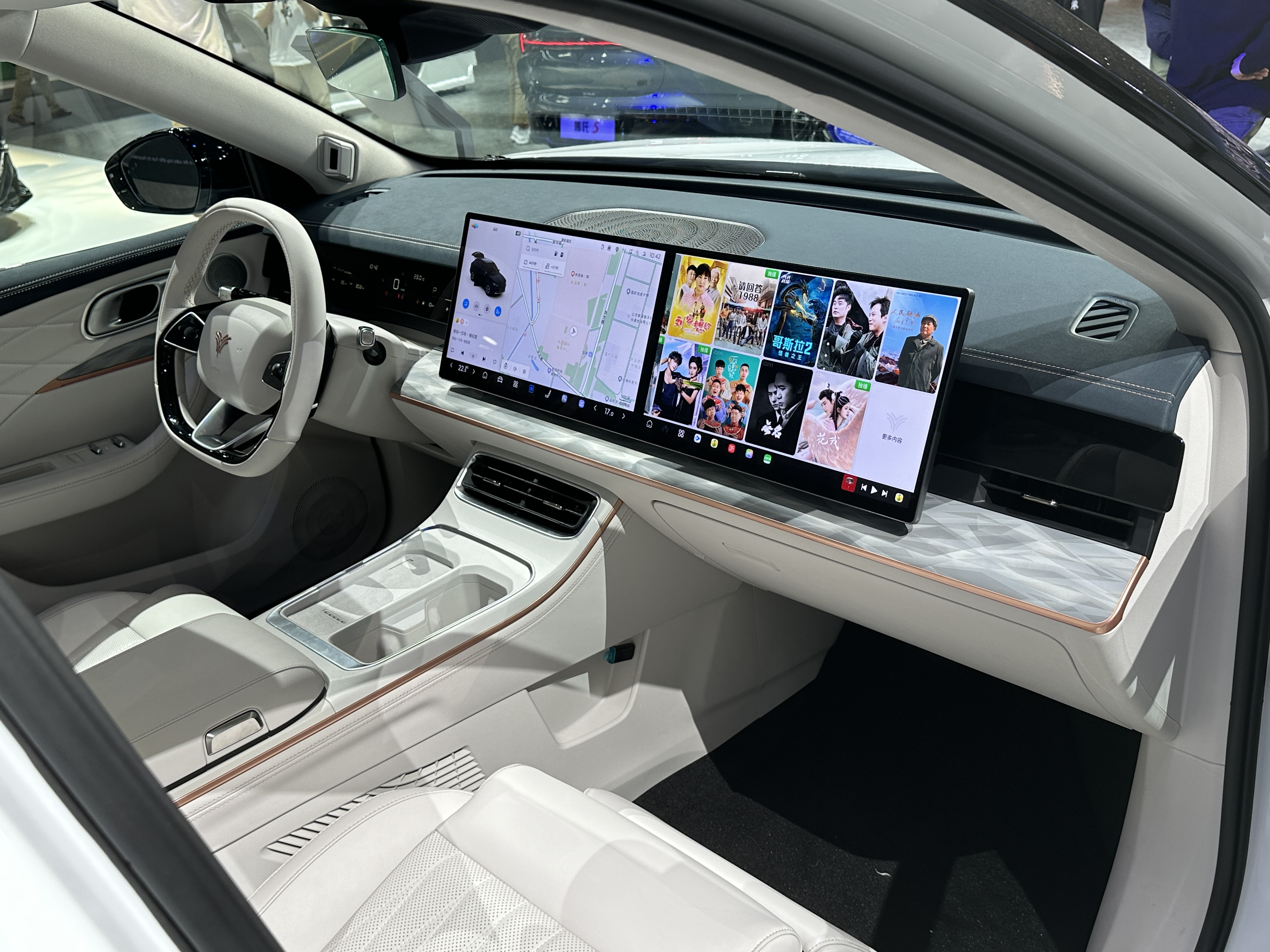
Neta L - kokpit

Na początku marca 2024 chiński producent samochodów elektrycznych Hozon Auto przedstawił kolejny model w swojej gamie, tym razem w postaci dużego, średniej wielkości SUV-a Neta L mającego pomóc w zwiększeniu udziału rynkowego poprzez popularny segment na chińskim rynku. Samochód przyjął cechy stylistyczne tożsame z modelami Neta S i Neta GT, wyrózniając się chowanymi klamkami, wyraźnie zarysowanymi błotnikami i szpiczastym przodem. Wąskie, podłużne reflektory kontrastują z biegnącą przez całą część tylnej części nadwozia wąską blendę świetlną.
Kabina pasażerka utrzymana została w luksusowej aranżacji akcentującej dostęp do rozbudowanego systemu multimedialnego. Deskę rozdzielczą utworzył zestaw dwóch 15,6 calowych dotykowych ekranów zespolonych ze sobą, pełniąc funkcję centralnego systemu multimedialnego i dodatkowego ekranu dla pasażera. Kierowca zyskał mniejszy, wąski wyświetlacz przed kierownicą. Pasażer otrzymał dodatkowo funkcję odchylenia oparcia, a oba siedziska zyskały rozbudowany 8-punktowy system masażu. W podłokietniku znalazła się rozbudowana lodówka na napoje, a na oparciach siedzisk dla pasażerów tylnego rzędu siedzeń wygospodarowano rozkładane stoliki.

### Sprzedaż
Neta L powstała z myślą o sprzedaży głównie na rodzimym rynku chińskim, gdzie sprzedaż rozpoczęła się niespełna miesiąc po marcowym debiucie - na początku kwietnia 2024 roku, konkurując m.in. z popularnym w Chinach BYD-em Song Plus.

### Dane techniczne
Podobnie jak limuzyna Neta S, tak i Neta L powstała z myślą o dwóch rodzajach napędu. Podstawowa, w pełni elektryczna odmiana, napędzona została przez silnik o mocy 228 KM i zyskała baterię LFP o pojemności 69 kWh oferującą maksymalny zasięg do 510 kilometrów według chińskiej normy CLTC. Topowy, hybrydowy wariant, zyskał zespół napędowy twrzony przez silnik elektryczny jako główne źródło energii oraz 1,5 litrową jednostkę spalinową o mocy 90 KM zapewniającą wydłużenie zaisęgu. Odmiana ta otrzymała dwa warianty baterii zapewniających możliwość jazdy w trybie w pełni elektrycznym: 30 kWh oraz 40 kWh.